# Cédric Charlier
Cédric Charlier, né le 27 novembre 1987, est un joueur de hockey sur gazon international belge évoluant au poste de buteur au KHC Dragons.
Il a quitté le Racing Club Bruxelles lors de l'été 2019 après 10 ans passés au club ucclois.

## Palmarès
- Vainqueur du Championnat d'Europe 2019
- Vainqueur de la Coupe du monde de hockey sur gazon 2018
- 2e aux Jeux olympiques d'été de 2016